# Axelträns

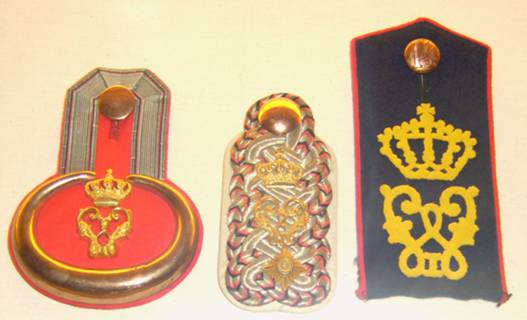
Fr. v. t. h.: epålett, axelträns, axelklaff.

En axelträns (tyska: Schulterstücke; österrikisk tyska: Achselschlinge) liknar en axelklaff men är gjord av flätade snören istället för av tyg. Även axeltränsen har använts som underlag för olika sorters tjänstetecken.